# Oasi (film 1994)
Oasi è un film del 1994 diretto da Cristiano Bortone.
Oasi è la storia di un amore e di un'illusione.

## Trama
Simone è un giovane netturbino che lavora durante il turno di notte insieme ad un gruppo goliardico e molto colorito di colleghi. È sposato, ha un figlio. Vive all'ombra del suocero conducendo una vita mediocre, ma coltiva un sogno segreto, represso, la speranza di una vita diversa. Sullo sfondo della crisi economica sua e del suo ambiente Simone incontra Claudia, giovanissima e tormentata stiratrice di una tintoria di periferia. Tra i due inizia una relazione. Claudia si insinuerà nella sua vita mettendo in pericolo il suo equilibrio ordinato, portandolo a lasciare la sua famiglia e spingendolo sulla via del crimine.